# Полевичка тоненькая

Полевичка тоненькая  (лат. Eragrostis tenella) — вид травянистых однолетних растений рода Полевичка семейства Злаки (Poaceae).
Растение встречается в Африке и умеренных и тропических областях Азии. Используется как декоративное растение для газонов.

## Описание
Стебель, как правило, коленчатый. Соцветие метёлка длиной 5-10 см. Колоски 4-8-цветковые, зерновки яйцевидные, около 0,5 мм.

## Синонимы
- Eragrostis amabilis (L.) Wight & Arn. ex Nees 1838
- Eragrostis elegans Nees
- Eragrostis interrupta (Lam.) Döll
- Poa amabilis L. 1753
- Poa lepida Hochst. ex A.Rich. 1851
- Poa plumosa Retz. 1786
- Poa tenella L. 1753 [3]basionym
- Cynodon amabilis (L.) Raspail
- Eragrostis ciliaris var. patens Chapm. ex Beal
- Eragrostis plumosa (Retz.) Link
- Erochloe amabilis Raf. ex B.D.Jacks.
- Megastachya amabilis (L.) P.Beauv.
- Megastachya tenella (L.) Bojer